# Conte di Egmont
Conte di Egmont è un titolo nobiliare della Paria d'Irlanda. Si estinse nel 2011 con la morte del XII conte.

## Storia
Il titolo fu creato nel 1733 per John Perceval, I visconte Perceval.
Il primo conte discendeva da John Perceval, che il 9 settembre 1661 fu creato baronetto di Kanturk, nella Contea di Cork, Irlanda.

## Baronetti Perceval di Kanturk (1661)
- Sir John Perceval, I baronetto (1629–1665) — creato il 9 settembre 1661.
- Sir Philip Perceval, II baronetto (1656–1680)
- Sir John Perceval, III baronetto (1660–1686)
- Sir Edward Perceval, IV baronetto (1682–1691)
- Sir John Perceval, V baronetto (1683–1748) (creato conte di Egmont nel 1733)

## Conti di Egmont (1733)
- John Perceval, I conte di Egmont (1683–1748)
- John Perceval, II conte di Egmont (1711–1770)
- John James Perceval, III conte di Egmont (1738–1822)
- John Perceval, IV conte di Egmont (1767–1835)
- Henry Frederick Joseph James Perceval, V conte di Egmont (1796–1841)
- George James Perceval, VI conte di Egmont (1794–1874)
- Charles George Perceval, VII conte di Egmont (1845–1897)
- Augustus Arthur Perceval, VIII conte di Egmont (1856–1910)
- Charles John Perceval, IX conte di Egmont (1858–1929) (dormiente)
- Frederick Joseph Trevelyan Perceval, de jure X conte di Egmont (1873–1932)
- Frederick George Moore Perceval, XI conte di Egmont (1914–2001) (rivendicazione ammessa nel 1939)
- Thomas Frederick Gerald Perceval, XII conte di Egmont (1934–2011)

## Baroni Arden (1770)
- Catherine Perceval, contessa di Egmont, I baronessa Arden (morta nel 1784)
- Charles George Perceval, II barone Arden (1756–1840) (creato barone Arden nella Parìa del Regno Unito nel 1802)
- George James Perceval, VI conte di Egmont, III barone Arden (1794–1874) (succeduto come conte di Egmont nel 1841)

si veda sopra per ulteriori detentori del titolo

## Sede familiare
La famiglia risiedeva nei luoghi di cui alle designazioni territoriali. Tra le altre dimore fondate o ampliate dalla famiglia vi è:
- Great Burgh, Epsom Downs/Tattenham Corner, Surrey, Inghilterra[2].